# Stańkowicze
Stańkowicze (biał. Станьковічы, Stańkowiczy; ros. Станьковичи, Stańkowiczi) – wieś na Białorusi, w obwodzie brzeskim, w rejonie kamienieckim, w sielsowiecie Dmitrowicze.

## Historia
W dwudziestoleciu międzywojennym leżały w Polsce, w województwie poleskim, w powiecie brzeskim, do 18 kwietnia 1928 w gminie Wojska, następnie w gminie Dmitrowicze. W 1921 miejscowość liczyła 76 mieszkańców, zamieszkałych w 15 budynkach, wyłącznie Polaków wyznania prawosławnego.
Po II wojnie światowej w granicach Związku Sowieckiego. Od 1991 w niepodległej Białorusi.